# 天主教苏瓦总教区
天主教蘇瓦總教區（拉丁語：Archidioecesis Suvana）是大洋洲一個羅馬天主教總教區，下轄兩個教區。
總教區範圍包括斐濟全國。2010年有教友42,500人、卅八個堂區、五十名司鐸。教座位於首都蘇瓦。現任教區總主教為伯多祿·鍾。
1863年設3月27日設斐濟群島宗座監牧區，1887年5月10日升為代牧區。1966年6月21日升為總教區。